# Quận Borden, Texas
Quận Borden (tiếng Anh: Borden County) là một quận trong tiểu bang Texas, Hoa Kỳ. Quận lỵ đóng ở thành phố Gail.